# Mireya Larenas
Mireya Larenas Soto (Santiago, 29 de janeiro de 1932) é uma pintora, gravadora e artista visual chilena. Sua prolífica obra, vinculada à corrente expressionista, se situa dentro do desenvolvimento artístico chileno de segunda metade do século XX.

## Exposições
Mireya Larenas em seus mais de 60 anos de carreira como artista visual tem participando em múltiplas exposições e mostras tanto individuais como colectivas. Suas pinturas exibiram-se em galerias, museus e salões de todo Chile e em outros de países da América Latina, Europa e Ásia, bem como no Estados Unidos. Tem participado em diferentes concursos e bienais, conseguindo prémios e certames  e obtendo reconhecimento a nível nacional e internacional. Parte de sua obra encontra-se em colecções públicas, entre elas o Museu Nacional de Belas Artes, o Museu de Arte Contemporânea, o Museu de Punta Arenas, Colecção Diario El Mercurio, Colecção Banco de Crédito e Investimentos e Colecção Revista Coisas.